# Nordreisa
Nordreisa  (same: Ráissa gielda) est une commune qui se situe dans le comté de Troms.

## Localités
- Bakkeby (69° 51′ 02″ N, 20° 51′ 05″ E) ;
- Hamneidet (69° 55′ 44″ N, 20° 57′ 32″ E) ;
- Hamnnes / Gárgu (69° 47′ 18″ N, 20° 34′ 01″ E) ;
- Liland (69° 36′ 18″ N, 21° 15′ 11″ E) ;
- Nordkjosbotn (69° 47′ 36″ N, 21° 03′ 02″ E) ;
- Oksfjordhamn (69° 54′ 32″ N, 21° 19′ 44″ E) ;
- Rotsund (69° 46′ 39″ N, 20° 35′ 22″ E) ;
- Sappen (69° 33′ 33″ N, 21° 17′ 53″ E) ;
- Sørkjosen (69° 47′ 09″ N, 20° 57′ 01″ E) ;
- Storslett (69° 46′ 04″ N, 21° 01′ 28″ E) ;
- Straumfjordnes (69° 52′ 34″ N, 21° 12′ 16″ E).

## Administratif
- Centre administratif : Storslett
- Maire : John Karlsen, élu en 2003, parti: FrP

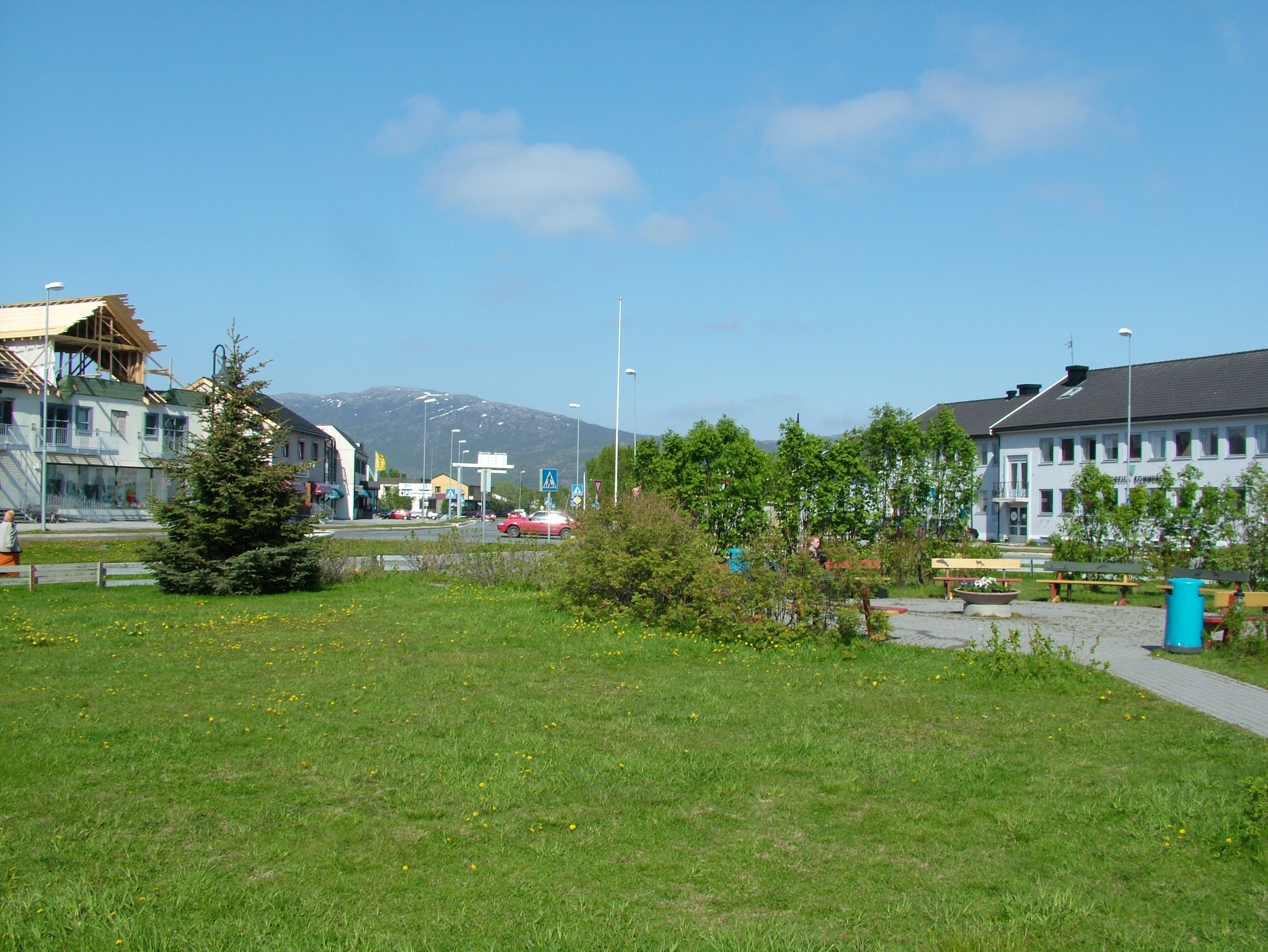
centre de Nordreisa

- Situation linguistique : Bokmål